# 241 C PLM 1

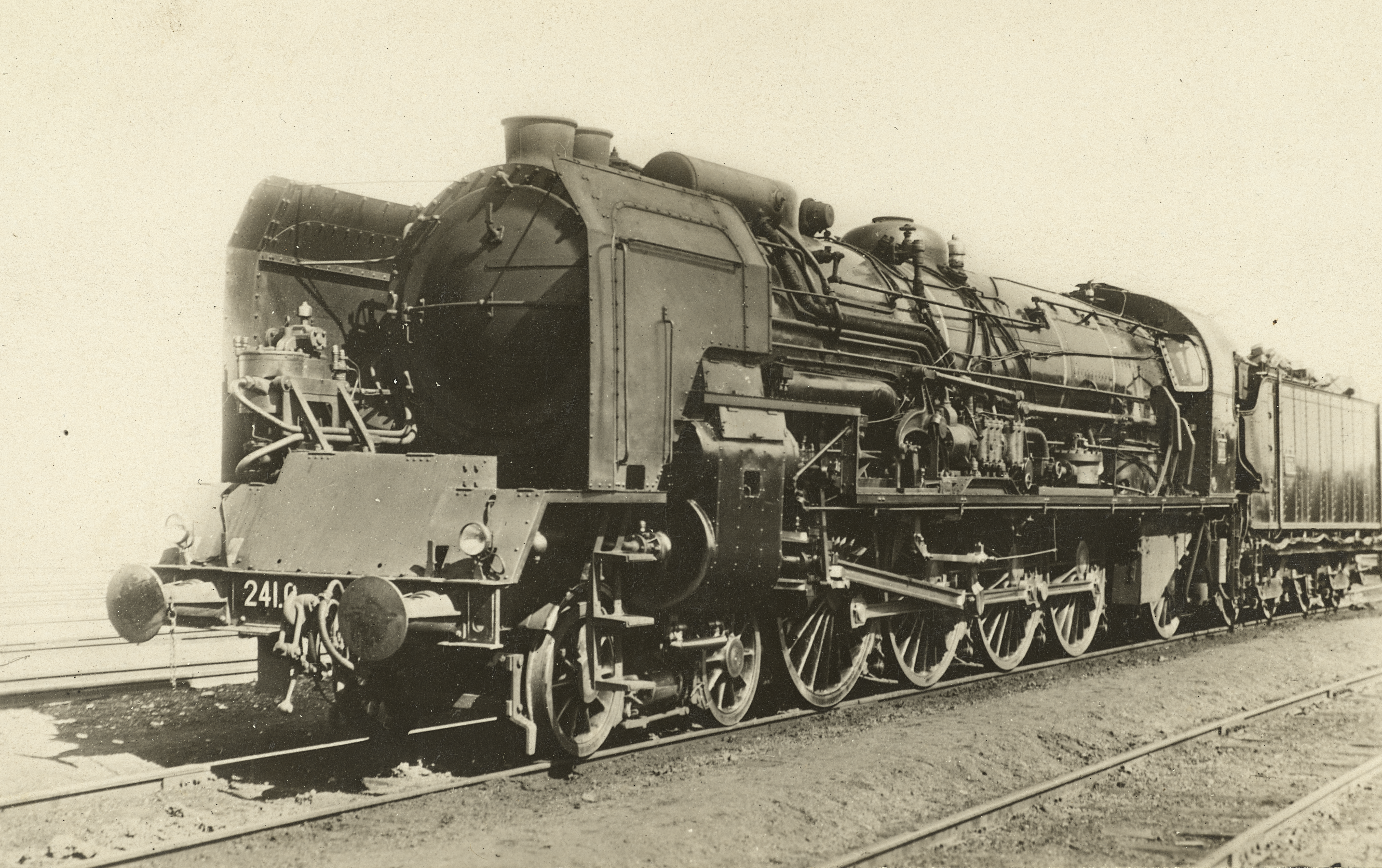
La 241 C 1 de 1932.

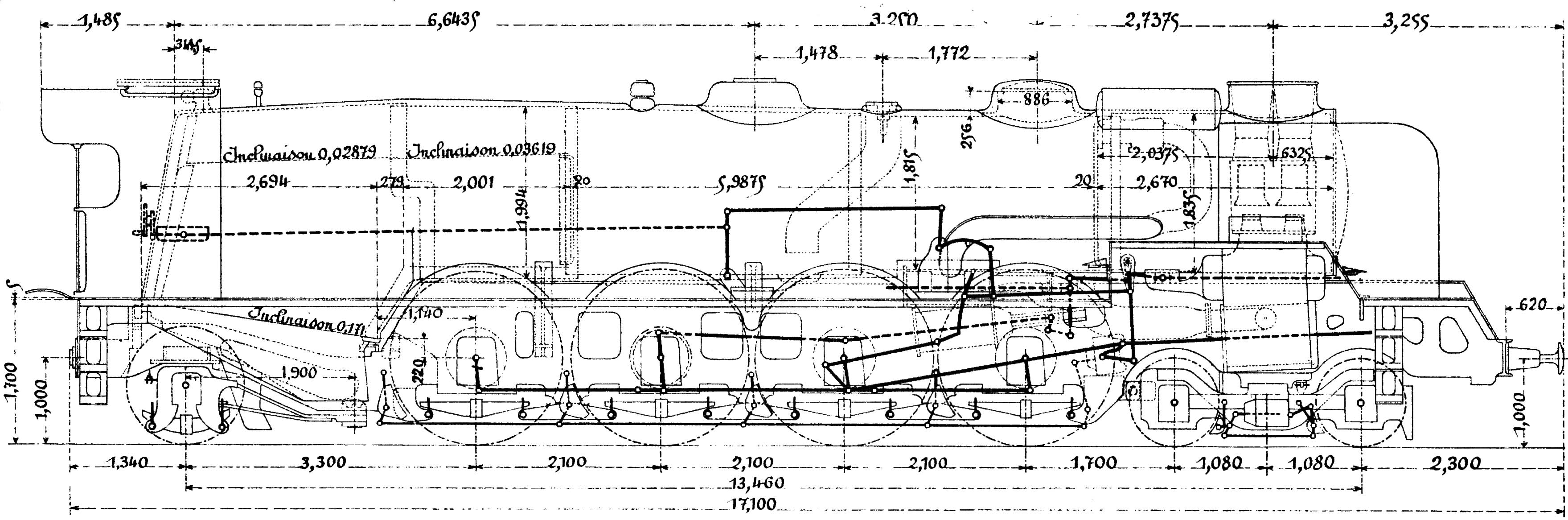
La 241 C 1 de 1932.

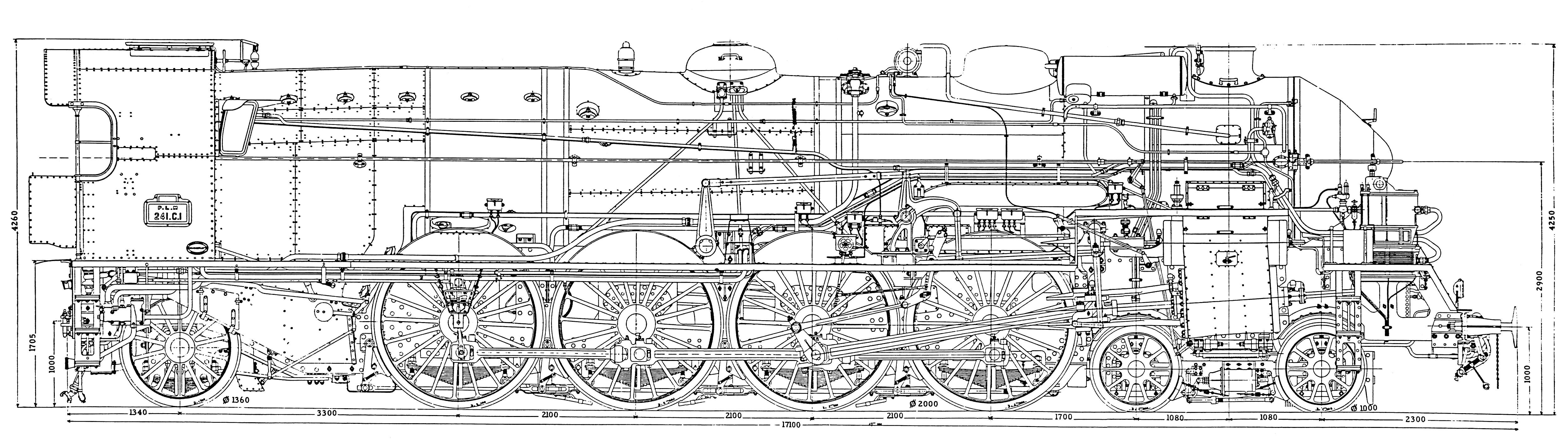
La 241 C 1 de 1925.

La 241 C PLM 1 est une machine de type 241, appelée Mountain, construite au titre de prototype, avec certaines modifications par rapport à la série des  241 A 1 à 145. Elle servira de base pour le développement des 241 P de la SNCF.
- L'embiellage était modifié et les bielles motrices attaquaient le second essieu
- Le dôme avait été placé en position avancée, près de la cheminée
- En 1932, ajout des pare-fumée et remplacement de la porte de boite à fumée, de forme  paraboloïde de Prandtl par une porte de boite à fumée plate

La firme Schneider du Creusot se chargea de la construction de la machine en 1930. Les résultats permirent la réalisation de la série des 241 P à la SNCF.
La 241 C 1 du PLM deviendra en 1938 à la SNCF: 5 - 241 C 1. Elle sera reformée en 1960.

## Caractéristiques
Longueur : 16,45 m
Poids à vide: 113,4 t
Poids en charge: 126,6 t
Timbre : 20 bar (2 MPa)
Surface de grille : 5,06 m2
Surface de chauffe : 248 m2
Surface de surchauffe : 90,9 m2
Diamètre des roues (motrices) : 2 000 mm
Diamètre des roues (bogie) : 1 000 mm
Diamètre des roues (bissel) : 1 360 mm
Dimensions des cylindres HP (haute pression), alésage x course : 450x650 mm
Dimensions des cylindres BP (basse pression), alésage x course : 680x700 mm
Vitesse maximale : 120 km/h

## Modélisme
La 241 C 1 a été reproduite à l'échelle HO par :
- La Maison des trains (carrosserie en métal souvent montée sur un châssis du commerce, Jouef, Fleischmann ou Märklin)
- Jouef Club en 1991 (série limitée)
- Loco-diffusion, sous forme de kit en laiton à monter.